# Світова війна: Порушення балансу
«Світова війна: Порушення рівноваги» (англ. Worldwar: Upsetting the Balance) — роман про альтернативну історію американського письменника Гаррі Тертлдава. Це третій роман тетралогії «Світова війна» та третя частина розширеної серії «Світова війна», яка включає трилогію «Колонізація» та роман «Дорога додому».
У цій книзі, тепер озброєні ядерною зброєю, Сполучені Штати та нацистська Німеччина завдають удару по прибульцях, відомих як Раса.

## Сюжет
Сполучені Штати та Німеччина розробляють власну атомну зброю та разом із Радянським Союзом вступають у ядерний поєдинок із Расою. Радянський Союз зміг підірвати першу атомну бомбу, але це було лише тому, що їхній оригінальний зразок плутонію, який був захоплений у Раси, був більшим за зразки, надані США та Німеччині. Насправді Радянський Союз значно відстає від двох інших країн у своїх зусиллях виробити власний плутоній, і вони використали весь його в атомній бомбі, яку підірвали на південь від Москви, щоб зупинити головний удар Раси проти міста.
Незважаючи на це, Раса перебуває в стані повної паніки, бо люди змогли підірвати власну атомну зброю, і багато командирів Раси шоковані втратами своїх військ. Страга, третій командир Флоту завойовників, вимагає від капітанів кожного корабля Флоту висловити вотум недовіри Володарю Флоту Атвару. Таке голосування потребувало б 75 % більшості, щоб усунути Атвара, але голосування не набрало 69 %. Атвар залишається головним, але він визнає, що більшість капітанів флоту більше його не підтримують. Розлючений на Страгу, він наказує арештувати капітана, але Страга був на крок попереду і втікає до Сполучених Штатів, розлютивши Атвара і дозволивши американцям отримати доступ до космічного корабля Раси.
Невдовзі Раса розпочинає вторгнення на британські рідні острови з повітря з півдня Франції, пролетівши над утримуваною Німеччиною Північною Францією, і вони займають північну територію, яка зосереджена в Оксфордширі та включає Нортгемптон, і південну територію, яка зосереджена на західному Сассексі. Люди тримаються за Маркет-Гарборо; частини історії описують бойові дії навколо Бріксворта, Скалдвелла та Спраттона, сіл, які знаходяться на лінії фронту між Нортгемптоном і Маркет-Гарборо. Інший розділ описує артилерійську та танкову битву за Генлі-он-Темз. Людські сили піддаються вогню з бойових гелікоптерів Раси, яких у людей ще не було. Раса ігнорує попередження Вінстона Черчилля про те, що такий напад призведе до жахливих наслідків. Сили Раси у Британії піддаються дії ще однієї людської зброї, якої вони не очікували: іприту. Цілком не готові до хімічної атаки людей, сили вторгнення спустошені та відкинуті назад: план з'єднати дві території через Мейденгед провалюється. Лондон зазнав потужного бомбардування та отримав руйнування чи серйозну шкоду багатьом визначним пам'яткам, зокрема Вестмінстерському палацу та Біг-Бену, які пережили справжній німецький бліц. Північну окупаційну зону знищено, а південна зона поспішно евакуюється повітрям через Тангмір, який є останнім аеродромом Раси у Великій Британії поза зоною дії людської артилерії. У результаті британці отримують доступ до багатьох неушкоджених технологій Роси, які були залишені під час відступу. Використання британцями іприту надихає німців, американців і росіян використовувати проти Раси отруйні гази. Німецьке використання отруйного газу включає використання зарину та табуну.
Комуністичні партизани Китаю також посилюють конфлікт проти Раси. На одній із баз Раси в Сибіру моральний дух найнижчий за весь час. Погода справді відрізняється від спекотної, до якої звикла Роси, і солдати армії вторгнення відчувають, що їх постійно посилають на смерть некомпетентні командири. Багато хто впав у зловживання імбирем, який діє на них як наркотик, навіть якщо він був заборонений наказом Атвара; така непокора вважалася б немислимою до того, як вони прийшли на Землю. Солдати Раси підштовхуються до крайньої межі, і коли командир бази знову починає лаяти гарнізон, водій наземного крейсера Уссмак, щоб змусити його замовкнути, стріляє йому в голову. Починається повстання. Вся база Раси повстає і робить Уссмака своїм фактичним лідером.